# 友谊桥站
友谊桥站是南通轨道交通1号线的地铁车站，位于中华人民共和国江苏省南通市崇川区人民中路与环城东路交叉口地下，临近南通友谊桥，于2022年11月10日开通。

## 车站结构

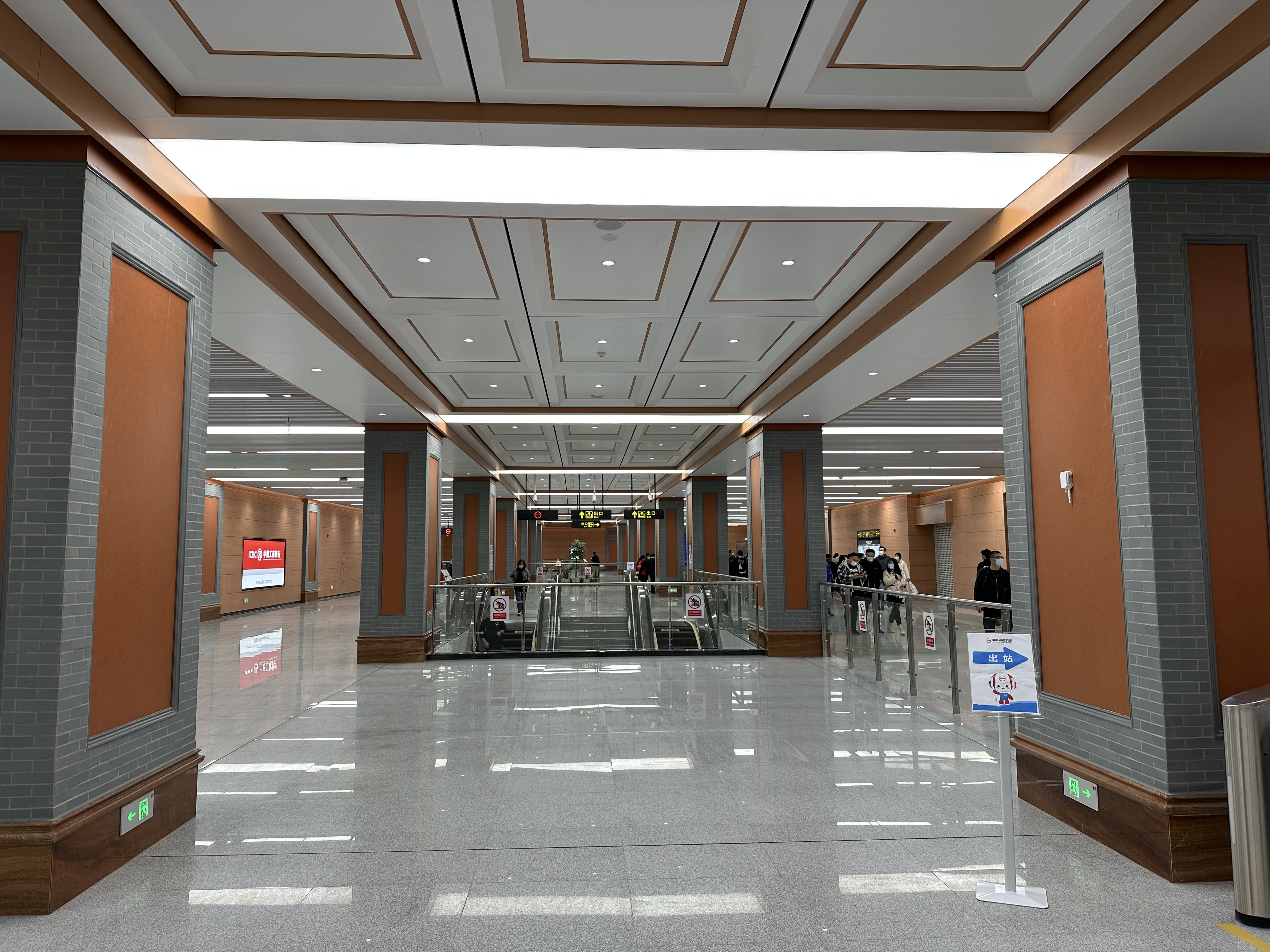
车站站厅

友谊桥站沿人民中路设置，呈东西走向，为地下三层岛式站台车站。车站地下一层为站厅层，地下三层为站台层。车站东侧预留线路拆分的岔线井工程，远期规划1号线将在该站东侧拆分，沿人民路继续东延。
| 地面              | 出入口 | 1-4出入口                                                                                         |
| 地下一层          | 站厅   | 客服中心、自动售票机、验票机                                                                      |
| 地下二层          | 设备层 |                                                                                                   |
| 地下三层          | 站台层 | \| \| \| 1号线往平潮（和平桥） \| \| 島式 · 開左邊车门 \| \| \| \| \| \| 1号线往振兴路（学田） \| |
|                   |        | 1号线往平潮（和平桥）                                                                             |
| 島式 · 開左邊车门 |        |                                                                                                   |
|                   |        | 1号线往振兴路（学田）                                                                             |

## 车站出口
友谊桥站共设5个出口，另靠近5号口处设有地下通道连通人民中路地下商业街，各出口及周围设施如下所示：
| 编号                | 周边信息                                                           | 照片  | 无障碍设施 |
| ------------------- | ------------------------------------------------------------------ | ----- | ---------- |
| 1 · 出口 · （设有） | 人民中路，环城东路，晏园                                           | 1号口 |            |
| 2 · 出口            | 人民中路，环城东路，文庙，南通师范学校附属第二小学                 | 2号口 | 不適用     |
| 3 · 出口            | 人民中路，北濠桥路，富贵园新村，富贵北园，钟楼广场，江苏省南通中学 | 3号口 | 不適用     |
| 4 · 出口            | 人民中路，环城东路                                                 |       | 不適用     |
| 5 · 出口            | 人民中路                                                           |       | 不適用     |
| 图例： 设有         |                                                                    |       |            |

## 车站装饰

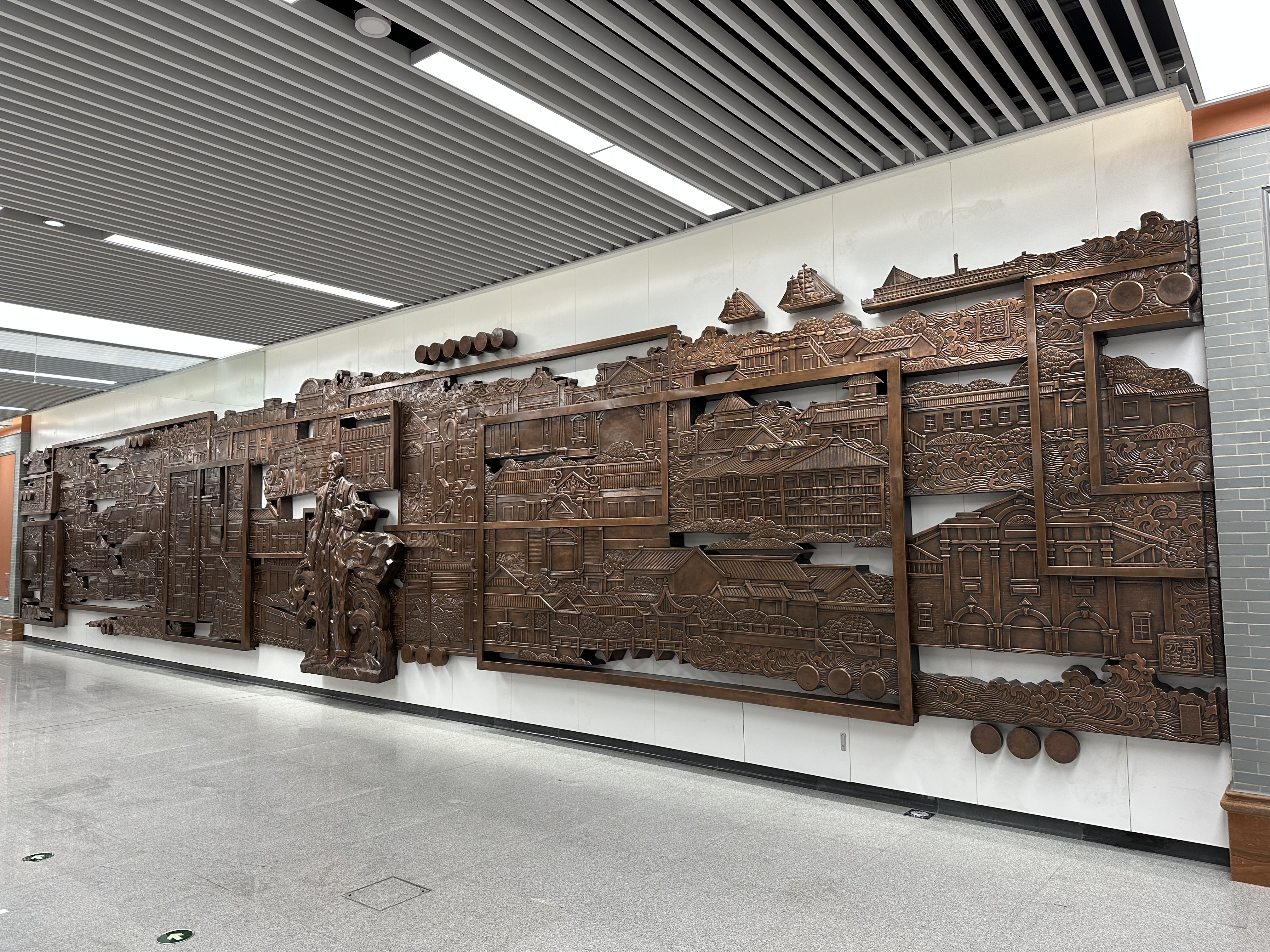
车站艺术墙

友谊桥站为1号线三座设置文化艺术墙的站点之一，艺术墙主题是“张謇文化”。设计方案以张謇先生在南通创建的23个“第一”为元素进行呈现，以江海浪花为造型元素进行贯穿，通过现代构成的设计理念，融合雕像画面的深浅层次变化来突出“张謇”文化的时代特征。工艺采用紫铜锻打、浮雕、透雕。

## 接驳交通

### 公交车
- 友谊桥西：1路、3路、4路、6路东环、10路、22路、30路、36路、45路、51路、52路、53路、81路、101路

## 车站历史
该站规划与建设时名称为环城东路站，开通前更名为友谊桥站。
- 2022年11月10日，随1号线一期工程通车一同开通[1]。
- 2022年12月2日，车站3号口开通[8]。